# Землетрус Тумако (1979)
Землетрус в Тумако стався 12 грудня 1979 року з величиною моменту 8,2 і максимальною інтенсивністю Меркаллі IX (сильна). Епіцентр знаходився недалеко від кордону між Еквадором і Колумбією, поблизу портового міста Тумако. Це спровокувало велике цунамі, яке спричинило більшість із приблизно 300–600 смертей. Найбільше постраждала ділянка департаменту Нариньйо в Колумбії.

## Тектонічна обстановка
Прибережні частини Еквадору та південної Колумбії лежать вище конвергентної межі, де плита Мальпело субдукує під Південноамериканську плиту вздовж Колумбійсько-Еквадорського жолоба. У цьому місці плита Мальпело, мікроплита на північний схід від плити Наска, рухається на схід відносно Південної Америки зі швидкістю 58 мм на рік. На північ від хребта Карнегі межа субдукції має чотири розпізнавані сегменти, з півдня на північ, сегменти Есмеральдас, Мангларес, Тумако та Патіа.  Ця межа плити була місцем кількох великих історичних землетрусів, більшість з яких пов’язані з руйнівними цунамі. У 1906 році 5–600 кілометровий сегмент межі плити розірвався, спричинивши землетрус магнітудою 8,8 (з розривом усіх чотирьох сегментів) і транстихоокеанське цунамі.

## Землетрус
Ця подія була останнім із трьох землетрусів, які розірвали сусідні частини межі плити, утворивши послідовність міграції на північний схід. Землетрус 1942 року розірвав сегмент Есмеральдас, землетрус 1958 року розірвав сегмент Мангларес, а подія 1979 року розірвала сегменти Тумако і Патія. Разом вони розірвали ту саму частину меганапору, що й землетрус 1906 року. Площа розриву землетрусу 1979 року становила 280 км завдовжки 130 км шириною.

## Цунамі
Найближче до епіцентру узбережжя вдарила перша хвиля цунамі приблизно через три хвилини після землетрусу. Спостерігалося три-чотири хвилі, причому третя була найвищою. Третя хвиля збіглася з відливом, що значно зменшило масштаби затоплення та ймовірну кількість загиблих. Максимальна зафіксована висота води становила 6,0 м у Сан-Хуан-де-ла-Коста, на північний схід від Тумако. Цунамі спостерігалося на східному узбережжі Японії, на Гаваях, Таїті і в Мексиці.

## Пошкодження
Землетрус завдав великої шкоди, особливо в Тумако, де було зруйновано близько десятої частини всіх будівель, у тому числі 1280 будинків, а 25 людей вважаються загиблими або зниклими безвісти. Рибальське село Чарко було майже повністю знищене цунамі, хвилі змили будинки вглиб країни в озеро неподалік. 93 із початкових 4000 осіб були загиблими або зниклими безвісти. Цунамі також зруйнувало всі будинки в Сан-Хуан-де-ла-Коста, 199 людей вважаються загиблими або зниклими безвісти. Загальна кількість загиблих оцінюється в 500-600, ще 4000 отримали поранення.

## Наслідки
Збитки, спричинені цим землетрусом і землетрусом у Попаяні 1983 року поблизу центральної Колумбії, призвели до розробки національного будівельного кодексу для сейсмостійких конструкцій для Колумбії, який набув чинності в 1984 році.